# Josetsu
Josetsu (jap. 如拙) – XV-wieczny japoński mnich zen i malarz.

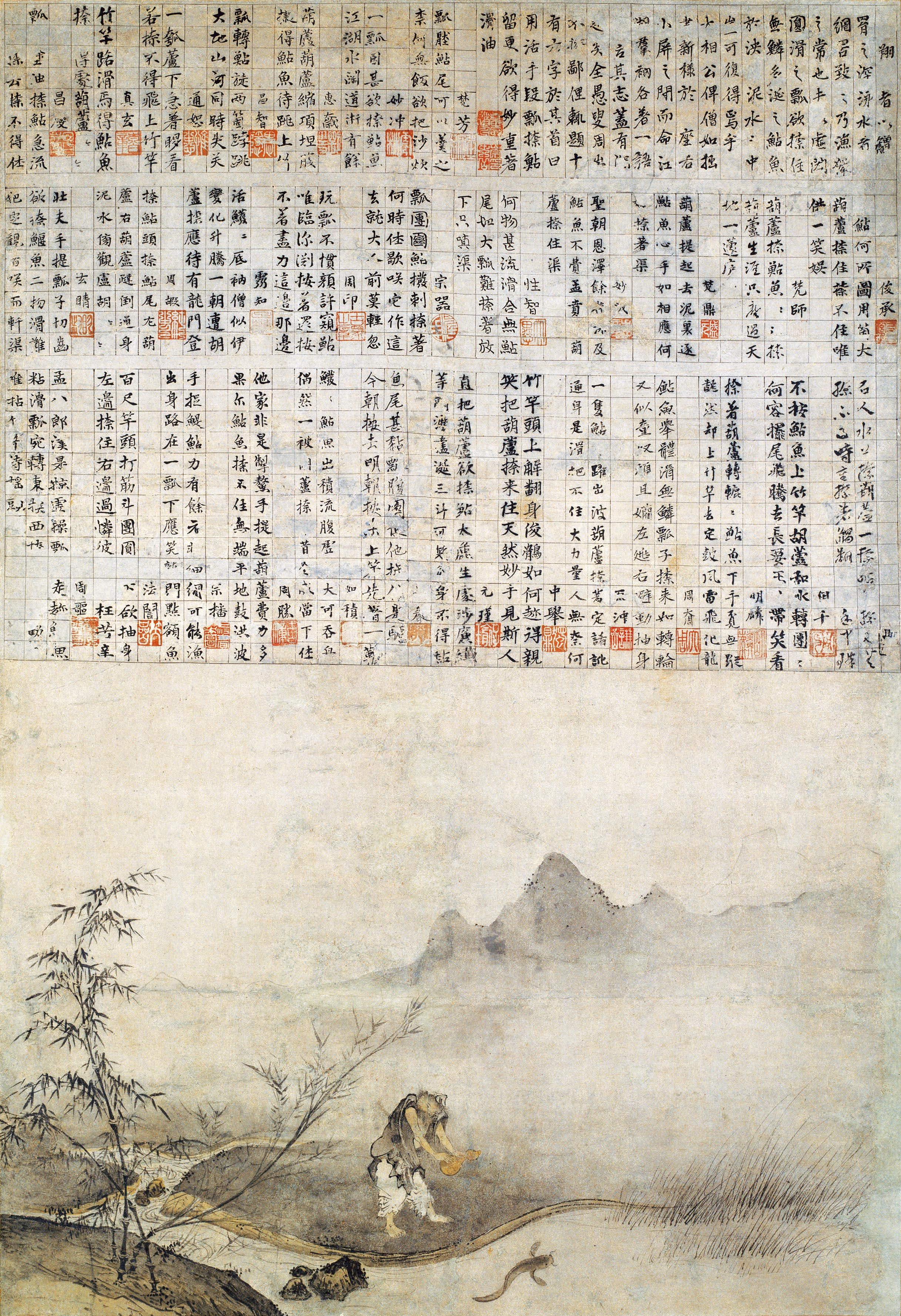
Josetsu, Połów suma tykwą, tusz i kolor na papierze

Pochodził z Chin. Okres jego działalności przypada na lata około 1386–1428. Założył własną szkołę malarską w Kioto. Sprowadził do Japonii chińskie malarstwo pejzażowe tuszem (suiboku-ga). Tworzył pod mecenatem sioguna Yoshimochiego Ashikagi, zdobiąc wnętrza świątyń buddyjskich. Styl Josetsu znalazł licznych naśladowców, ślady jego wpływów można znaleźć w twórczości Sesshū, Shūbuna i Masanobu Kanō.
Najbardziej znanym dziełem Josetsu jest pionowy zwój Połów suma tykwą, znajdujący się w klasztorze Taizō-in w zespole Myōshin-ji w Kioto. Jest to rodzaj malarskiego koanu. Przedstawiona scena ukazuje rybaka bezskutecznie próbującego złowić rybę tykwą, co jest równie pozbawione nadziei na sukces, jak próba zdefiniowania istoty zen.